# Вовківська сільська рада (Пустомитівський район)
Во́вківська сільська́ ра́да — адміністративно-територіальна одиниця та орган місцевого самоврядування в Пустомитівському районі Львівської області. Адміністративний центр — село Вовків.

## Загальні відомості
Вовківська сільська рада утворена в 1946 році.
- Територія ради: 7,62 км²
- Населення ради: 1162 особи (станом на 2001 рік)
- Територією ради протікає річка Зубра

## Населені пункти
Сільраді підпорядковані населені пункти:
- с. Вовків
- с. Грабник
- с. Загір'я
- с. Кугаїв
- с. Селисько
- с. Товщів

## Склад ради
Рада складається з 12 депутатів та голови.
- Сільський голова: Ільницький Василь Ярославович
- Секретар сільської ради: Бакун Орися Петрівна

### Керівний склад попередніх скликань
| Прізвище, ім'я, по батькові   | Основні відомості                                                               | Дата обрання | Дата звільнення |
| ----------------------------- | ------------------------------------------------------------------------------- | ------------ | --------------- |
| Панчишин Зофія Дмитрівна      | Сільський голова, 1955 року народження, позапартійна                            | 26.03.2006   | 31.10.2010      |
| Проць Юрій Михайлович         | Сільський голова, 1968 року народження, освіта середня спеціальна, безпартійний | 31.10.2010   | 11.11.2015      |
| Ільницький Василь Ярославович | Сільський голова, 1959 року народження, освіта середня спеціальна, безпартійний | 11.11.2015   |                 |

Примітка: таблиця складена за даними сайту Верховної Ради України та ЦВК

### Депутати VII скликання
За результатами місцевих виборів 2015 року депутатами ради стали:

#### За суб'єктами висування
| Суб'єкт висування                     | Кількість обраних депутатів | %     |
| ------------------------------------- | --------------------------- | ----- |
| Самовисування                         | 11                          | 91.67 |
| Політична партія Народний Рух України | 1                           | 8.33  |

#### За округами
| № округу | Прізвище, ім'я, по батькові     | Ким висунуто                          | Дата нар.  | Освіта             | Партійна приналежність | Відомості                                         |
| -------- | ------------------------------- | ------------------------------------- | ---------- | ------------------ | ---------------------- | ------------------------------------------------- |
| 1        | Ільницький Зеновій Ярославович  | Самовисування                         | 26.06.1963 | вища               | безпартійний           | Вовківська сільська амбулаторія, лікар-стоматолог |
| 2        | Коваль Ярослав Романович        | Самовисування                         | 07.06.1992 | вища               | безпартійний           | безробітний                                       |
| 3        | Прадищук Анна Василівна         | політична партія Народний Рух України | 15.02.1976 | середня спеціальна | безпартійна            | ПП «Гамелія», бухгалтер                           |
| 4        | Кошик Ольга Володимирівна       | Самовисування                         | 18.11.1980 | вища               | безпартійна            | с. Вовків, начальник поштового відділення         |
| 5        | Оглоб'як Галина Адамівна        | Самовисування                         | 30.09.1965 | вища               | безпартійна            | Милятичівська ЗОШ, бібліотекар                    |
| 6        | Скоронович Володимир Михайлович | Самовисування                         | 06.10.1977 | середня спеціальна | безпартійний           | опікун                                            |
| 7        | Бакун Орися Петрівна            | Самовисування                         | 28.06.1966 | загальна середня   | безпартійна            | с. Вовків, секретар сільської ради                |
| 8        | Зварич Ярослав Миколайович      | Самовисування                         | 01.09.1987 | середня спеціальна | безпартійний           | ТОВ «Магік», електромонтер                        |
| 9        | Попелястий Андрій Йосипович     | Самовисування                         | 13.05.1972 | середня спеціальна | безпартійний           | ЛКБАД, оператор котельні                          |
| 10       | Тиндик Микола Ігорович          | Самовисування                         | 02.08.1974 | вища               | безпартійний           | безробітний                                       |
| 11       | Подвірний Тарас Зеновійович     | Самовисування                         | 03.06.1976 | вища               | безпартійний           | ТОВ «Магік», електромонтер                        |
| 12       | Войтків Зеновій Іванович        | Самовисування                         | 23.07.1975 | середня спеціальна | безпартійний           | Львівська ком.лік.№ 4, сторож                     |